# Reicheella andicola
Reicheella andicola är en nejlikväxtart som först beskrevs av Philippi, och fick sitt nu gällande namn av Ferdinand Albin Pax. Reicheella andicola ingår i släktet Reicheella och familjen nejlikväxter. Inga underarter finns listade i Catalogue of Life.